# Ufens hercules
Ufens hercules är en stekelart som beskrevs av Girault 1912. Ufens hercules ingår i släktet Ufens och familjen hårstrimsteklar. Inga underarter finns listade i Catalogue of Life.